# Сен-Мюри-Монтемон
Сен-Мюри-Монтемон (фр. Saint-Mury-Monteymond) — коммуна во Франции, находится в регионе Рона — Альпы. Департамент коммуны — Изер. Входит в состав кантона Муаян Грезиводан. Округ коммуны — Гренобль.
Код INSEE коммуны — 38430. Население коммуны на 2012 год составляло 342 человека. Населённый пункт находится на высоте от 320 до 2600 метров над уровнем моря. Муниципалитет расположен на расстоянии около 490 км юго-восточнее Парижа, 105 км юго-восточнее Лиона, 17 км восточнее Гренобля. Мэр коммуны — Isabelle Curt, мандат действует на протяжении 2014—2020 гг.
Динамика населения (INSEE):